# Trimeresurus trigonocephalus
Trimeresurus trigonocephalus là một loài rắn trong họ Rắn lục. Loài này được Latreille mô tả khoa học đầu tiên năm 1801.

## Hình ảnh

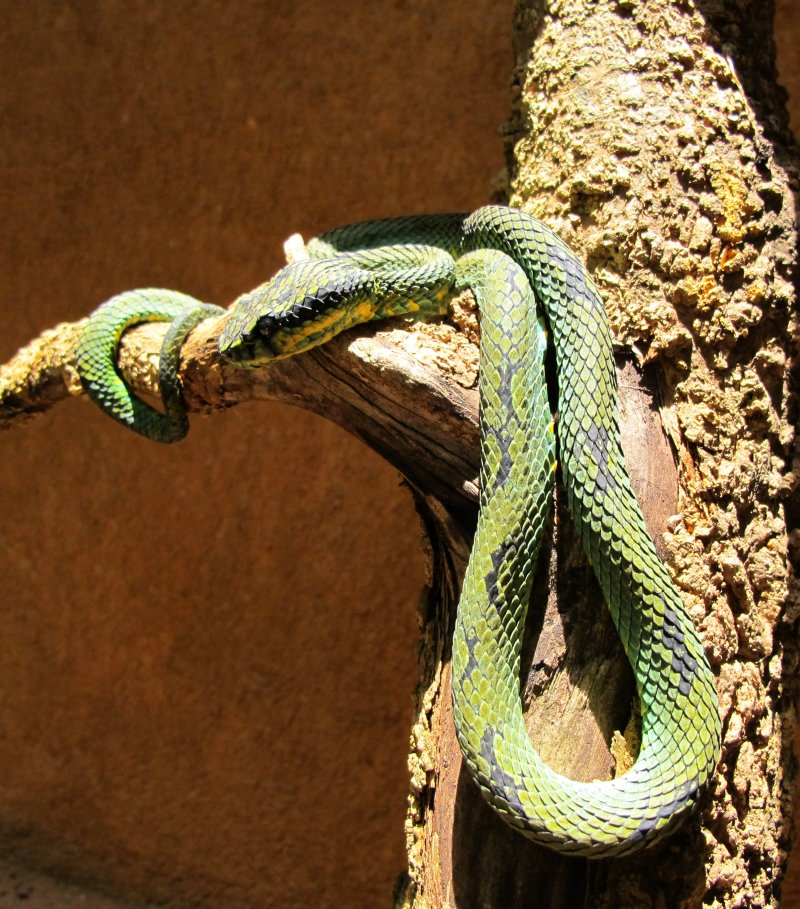